# Fannia depressa
Fannia depressa är en tvåvingeart som först beskrevs av Stein 1898.  Fannia depressa ingår i släktet Fannia och familjen takdansflugor. Inga underarter finns listade i Catalogue of Life.